# Luxembourg Classics
Luxembourg Classics ist ein 2024 gegründetes luxemburgisches Musiklabel für klassische Musik und zeitgenössische Musik. Es wurde von dem Musikproduzenten Marco Battistella ins Leben gerufen und hat sich durch kuratierte Alben sowie die Zusammenarbeit mit internationalen Künstlerinnen und Künstlern innerhalb kurzer Zeit in der Klassikszene etabliert.

## Geschichte und Struktur
Das Label wurde 2024 in Luxemburg gegründet. Luxembourg Classics verfolgt einen interdisziplinären und künstlerisch kuratorischen Ansatz in der Produktion von Musikaufnahmen. Ziel ist es, klassische Werke in neuen Kontexten zu präsentieren und mit zeitgenössischen Formaten zu verbinden.
Zur Leitung gehören:
- Marco Battistella, Präsident, Head of Recording Production
- Jean Muller, Vizepräsident, Head of A&R
- Marco Battistella (Senior), Administration, Treasury, Head of Artistic Advisor Committee
- Françoise Tonteling, Mitglied des Vorstands, Public Relations, A&R
- Olivier Roberti, Finanzberater, A&R

Luxembourg Classics ist GVL-Mitglied und trägt den Labelcode LC102006.

## Veröffentlichungen und Rezeption
Die Produktionen von Luxembourg Classics wurden mehrfach in der Fachpresse besprochen. Erste internationale Anerkennung erhielt das Label 2024 mit dem Supersonic Award des Musikmagazins Pizzicato für das Album Adiós Nonino des Stephany Ortega Trios.

## Diskografie
Eine Auswahl der veröffentlichten Produktionen:
- Adiós Nonino – Astor Piazzolla (Stephany Ortega Trio, 2024)

Werke von Astor Piazzolla in kammermusikalischer Bearbeitung. Ausgezeichnet mit dem Supersonic Award des Pizzicato Magazins; nominiert für den Preis der deutschen Schallplattenkritik (Kategorie Jazz).
- Cadeau (Martha Khadem-Missagh & Jean Muller, 2024)

Kammermusik für Violine und Klavier mit Werken von Mozart, Beethoven, Fauré u. a.
- Lidderflupp (Georges Urwald, 2024)

Neue Musik zu luxemburgischer Lyrik, u. a. von Roger Manderscheid.
- J. S. Bach: Clavierübung Teil I – Partitas BWV 825–830 (Tingshuo Yang, 2024)

Studioaufnahme der sechs Partiten von Johann Sebastian Bach.

## Künstlerinnen und Künstler
Zu den regelmäßig mit dem Label zusammenarbeitenden Musikerinnen und Musikern gehören:
- Stephany Ortega (Sopran)
- Adrien Tyberghein (Kontrabass)
- Christophe Delporte (Akkordeon)
- Jean Muller (Klavier)
- Tingshuo Yang (Klavier)
- Georges Urwald (Komposition, Klavier)
- Martha Khadem-Missagh (Violine)

## Medienpräsenz
Luxembourg Classics wurde u. a. in der Tageszeitung Luxemburger Wort und im Magazin Pizzicato thematisiert. Die Medienberichte heben die hohe künstlerische Qualität sowie die internationale und innovative Ausrichtung des Labels hervor.